# Margarita Billini Morales
Margarita María Billini Morales (Santo Domingo, 28 de noviembre de 1909-12 de diciembre de 1990) fue una pintora, educadora y filántropa dominicana. Con técnica minuciosa rescató en sus lienzos tanto el patrimonio arquitectónico colonial como los paisajes naturales de la República Dominicana, convirtiéndose en referencia obligada para la memoria visual del país.

## Primeros años y formación
Hija de Emilio Billini Bernal y Cristina Morales Guerrero, estudió en el Instituto de Señoritas Salomé Ureña, donde posteriormente ejerció como maestra.
Se formó con Abelardo Rodríguez Urdaneta, integrándose a la última generación abelardiana —conocida por su rigor académico— y destacándose como alumna activa y permanente. Esta pertenencia determinaría su inclinación a la fidelidad histórica y al realismo documental.

## Contexto familiar y «exilio hogareño»
En 1943 contrajo matrimonio con el jurista y opositor antitrujillista Antinoe Fiallo Rodríguez (1903-1991), también formado en la academia de Abelardo. Durante la dictadura de Rafael L. Trujillo, los Fiallo Billini practicaron un «exilio hogareño» para evadir la persecución política; Antinoe fue encarcelado en varias ocasiones, y Margarita asumió el cuidado económico y emocional de la familia. Esta reclusión voluntaria limitó su proyección pública: sus cuadros circularon sobre todo entre familiares y amigos hasta la caída del régimen.

## Militancia patriótica temprana
Siendo adolescente participó, junto con otras jóvenes, en veladas cívicas que reclamaban el fin de la ocupación militar estadounidense (1916-1924), antecedente de su firme conciencia histórica.

## Trayectoria artística
En la década de 1970 presentó Santo Domingo colonial, su primera exposición individual, donde recreó los monumentos del siglo XVI con su aspecto original. El presidente Joaquín Balaguer declaró que «esa producción no le pertenecía a ella, sino al país». El Estado adquirió íntegramente la muestra, que hoy integra la colección del Banco de Reservas.
Su segunda serie, Homenaje a mi Patria (1980-s), reunió paisajes de ríos, cascadas, lagunas y parques nacionales, concebida como protesta contra la deforestación.
En marzo de 1990, pese a sufrir osteoporosis y desplazarse en silla de ruedas, culminó Tras las huellas de la Evangelización, dedicada al papa Juan Pablo II. Incluye más de cincuenta iglesias y conventos históricos pintados a partir de fotografías antiguas y visitas de campo.

### Participación en muestras colectivas
En 1978 el Museo de Arte Moderno la incluyó en la exposición «Santo Domingo: La Mujer y el Arte» con Nocturno (1977), Bodegón (1968) y Margaritas (1968).

### Estilo y temática
Para la crítica María Ugarte, sus paisajes «captan el amanecer y el crepúsculo, el discurrir de un arroyo o la plenitud del mar», con árboles y flores que «protagonizan lienzos tan amantes de la naturaleza como de las piedras centenarias» del patrimonio colonial.
Billini Morales recurrió a viejas fotografías y grabados para reconstruir edificaciones desaparecidas, convirtiendo su obra en testimonio válido de la arquitectura colonial.

## Obra conservada
- Santo Domingo colonial – Colección patrimonial del Banco de Reservas.[1]

- Pinturas y dibujos (1968-1977) – Museo de Arte Moderno.[6]

- Lienzos coloniales – Museo de las Casas Reales.[2]

- Paisajes y retratos – Colecciones privadas (familia Fiallo Billini y otros).[8]

## Hermana Cristina Billini Morales
Su hermana mayor, Cristina Emilia Billini Morales, fue destacada docente; el Centro de Excelencia Prof. Cristina Billini Morales (Fe y Alegría) en Los Guaricanos (Santo Domingo Norte) perpetúa su legado educativo.

## Fallecimiento y legado
Margarita Billini Morales falleció el 12 de diciembre de 1990, a los 81 años. Pintó hasta el último momento, rodeada de sus lienzos en la residencia familiar. Parte de su obra fue rescatada por Marcio Veloz Maggiolo y depositada en el Museo de las Casas Reales.

### Reconocimientos póstumos
El 20 de julio de 2025, el Ayuntamiento del Distrito Nacional inauguró el Parque Areíto en su honor, en la calle Camini casi esquina Hatuey, sector Los Cacicazgos, restituyendo su nombre al paisaje urbano y cultural.